# Nosivka
Nosivka (em ucraniano:   Но́сівка; em russo:   Носóвка) é uma cidade da Ucrânia, situada no Oblast de Tchernihiv. Tem 26,85 km² de área e sua população em 2020 foi estimada em 13.310 habitantes.